# Společnost
Společnost je skupina jednotlivců, která je charakterizována společnými zájmy a může mít i svou vlastní kulturu a instituce. Členové společnosti mohou pocházet z různých etnických skupin, mohou ale mít i různý věk, pohlaví, státní příslušnost nebo náboženské vyznání. Společnost může být např. národ, občané státu nebo širší kulturní skupina (např. západní kultura). Společnost je rovněž označení pro zájmová seskupení typu řádů (například církevních atd.), profesních skupin, odborných organizací, ale i jiných sdružení či spolků. Společností lze tak rozumět specifický sociální útvar, zpravidla účelově uspořádaný s vlastním, od jiných sociálních útvarů více nebo méně odlišným hodnotovým a normativním systémem, jímž realizuje své cíle. Jde tedy o sociální systém v nejobecnějším a nejširším slova smyslu, který je abstrakcí.

## Etymologie
Slovo společnost pochází z latinského „societas“, které bylo odvozeno z podstatného jména „socius“(druh, přítel, spojenec, společník). Bylo používáno k popisu vztahu mezi spřátelenými stranami.  

## Typy společnosti

### Tradiční společnost
Etymologie: „tradere“, stabilní.[zdroj?] Jedná se o druh společnosti, který se vyskytoval od neolitické revoluce až do začátku průmyslové revoluce.  Hlavními znaky tradiční společnosti jsou: Dělba práce, je velmi stabilní (neměnná), a jejím symbolickým universem (výkladem světa) je náboženství.

### Moderní společnost
Vznikla s příchodem průmyslové revoluce (18.–19. stol.). Hlavními znaky moderní společnosti jsou urbanizace, industrializace, rozvoj obchodu, globalizace, a na rozdíl od tradiční společnosti je velmi dynamická a stále se měnící. Vyznačuje se také sekularizací neboli potlačením vlivu náboženství a jejím symbolickým universem se stává věda.

### Společnost globální
Označení G. Gurvitche (1950, 1955) pro sociální útvary se spontánně bohatým sociálním životem. Nazývá je také společenskými „plnotvary“ jako např. obec, frátrie, klan, kmen atp. Gurvitch rozlišil čtyři typy „archaických“ a deset typů „civilizovaných“ celospolečenských struktur.

### Společnost komplexní
Označení R. Königa (1967) pro soudobé společnosti, v nichž do značné míry pokročila vysoce specializovaná dělba práce, diferenciace sociálního systému apod. Jsou tedy složeny z mnoha diferencovaných subsystémů, jež tvoří celek. Hlavními znaky komplexních společností jsou: velká hustota obyvatelstva, příslušnost jedinců k mnoha sociálním skupinám a z toho eventuálně plynoucí konflikty rolí, diferenciace subkultur, regionální, podle stáří, podle hodnot atp.

### Společnost literární
Toto označení se užívá zejména v kulturně (sociálně) antropologické literatuře pro společnosti tzv. civilizované na rozdíl od společností neliterárních (neboli primitivních či preliterárních).

### Společnost primitivní (preliterární)
Označení užívané zejména v etnografické (sociálně a kulturně-antropologické) literatuře pro společnost na relativně nízkém stupni politického a ekonomického vývoje. Charakteristickým znakem primitivních společností je absence samostatně vytvořeného, vlastního jazyka (písma), neznalost nebo malé využívání domestikace zvířat a rostlin, převážné využívání vlastní fyzické síly a nízká úroveň technologie (nástroje).